# Chaetophiloscia walkeri
Chaetophiloscia walkeri là một loài chân đều trong họ Philosciidae. Loài này được Pearse miêu tả khoa học năm 1915.